# Place de Catalogne (Paris)
Pour les articles homonymes, voir Place de Catalogne.
La place de Catalogne est une place de forme circulaire, située dans le 14e arrondissement de Paris.
Elle a été conçue par l'architecte catalan Ricardo Bofill.

## Situation et accès
La place est située à l'intersection des rues Vercingétorix, du Château, Alain et du Commandant-René-Mouchotte.
De 1988 à 2022, son centre est occupé par une fontaine nommée « le Creuset du temps » en forme de dalle circulaire inclinée en granit sombre sur laquelle ruisselait à l'origine de l'eau, œuvre de Shamaï Haber,, en panne pendant de nombreuses années.
La place est entourée par plusieurs édifices qui lui sont contemporains :
- sud-ouest, nos 1 à 19 : Échelles du Baroque, Ricardo Bofill (1985) ;
- nord-ouest, nos 21 à 25 : immeuble, Maurice Novarina (1988) ;
- nord : Hôtel Concorde Montparnasse ;
- sud-est, nos 2 à 18 : immeuble, Ricardo Bofill (1985).

Ce site est desservi par les stations de métro Gaîté et Pernety.

## Origine du nom
Elle tient son nom de la Catalogne, communauté autonome espagnole dont est originaire l'architecte barcelonais Ricardo Bofill, auteur du complexe architectural construit aux abords de la place dans les années 1980. Elle fait suite à la demande de Richard Codina[Qui ?] à Jacques Chirac, alors maire de Paris, de voir la ville de Paris rendre hommage à la Catalogne. Le Conseil de Paris prend la décision d'attribution de ce nom lors de la séance du 8 juillet 1985[réf. souhaitée].

## Historique
La place est aménagée lors de la construction de la ZAC Jean-Zay ; elle prend son nom par arrêté municipal du 3 septembre 1985.
Son style est une réinterprétation contemporaine de l'architecture classique française. Accueillant 574 appartements dont 400 logements sociaux, son aspect uniforme et épuré a été considéré comme trop sévère par les riverains.
Une partie de la voie délimite la ZAC Guilleminot-Vercingétorix.
À l'automne 2021 une consultation publique est lancée en vue de remplacer cette place minérale, dont la fontaine qui occupe son centre, par un espace vert planté d’arbres présenté comme une « forêt urbaine ». Durant l'hiver 2023-2024, 478 arbres sont plantés au centre de la place, qui est entièrement végétalisée.

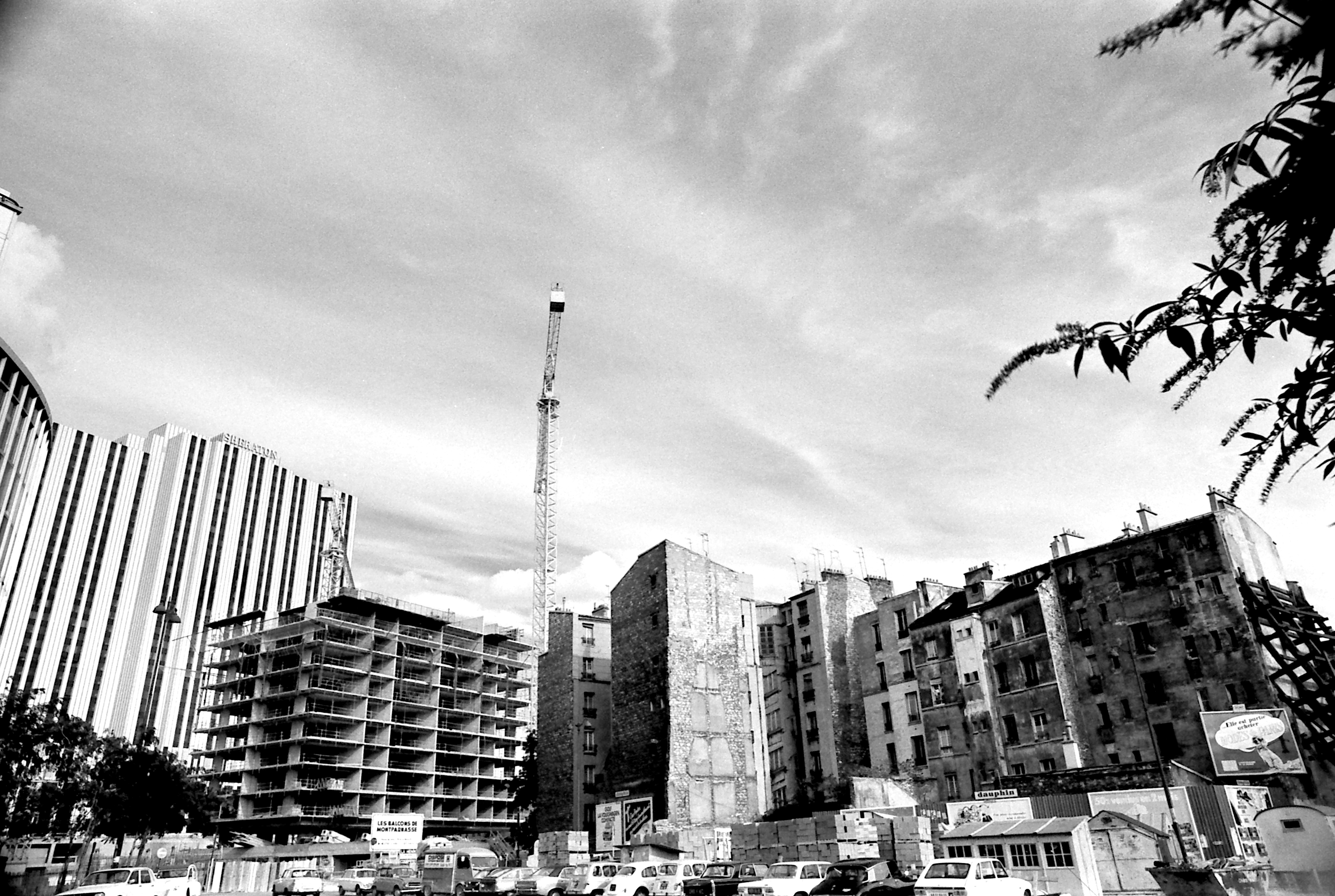
Démolitions en vue de l'aménagement de la place de Catalogne, en 1974.
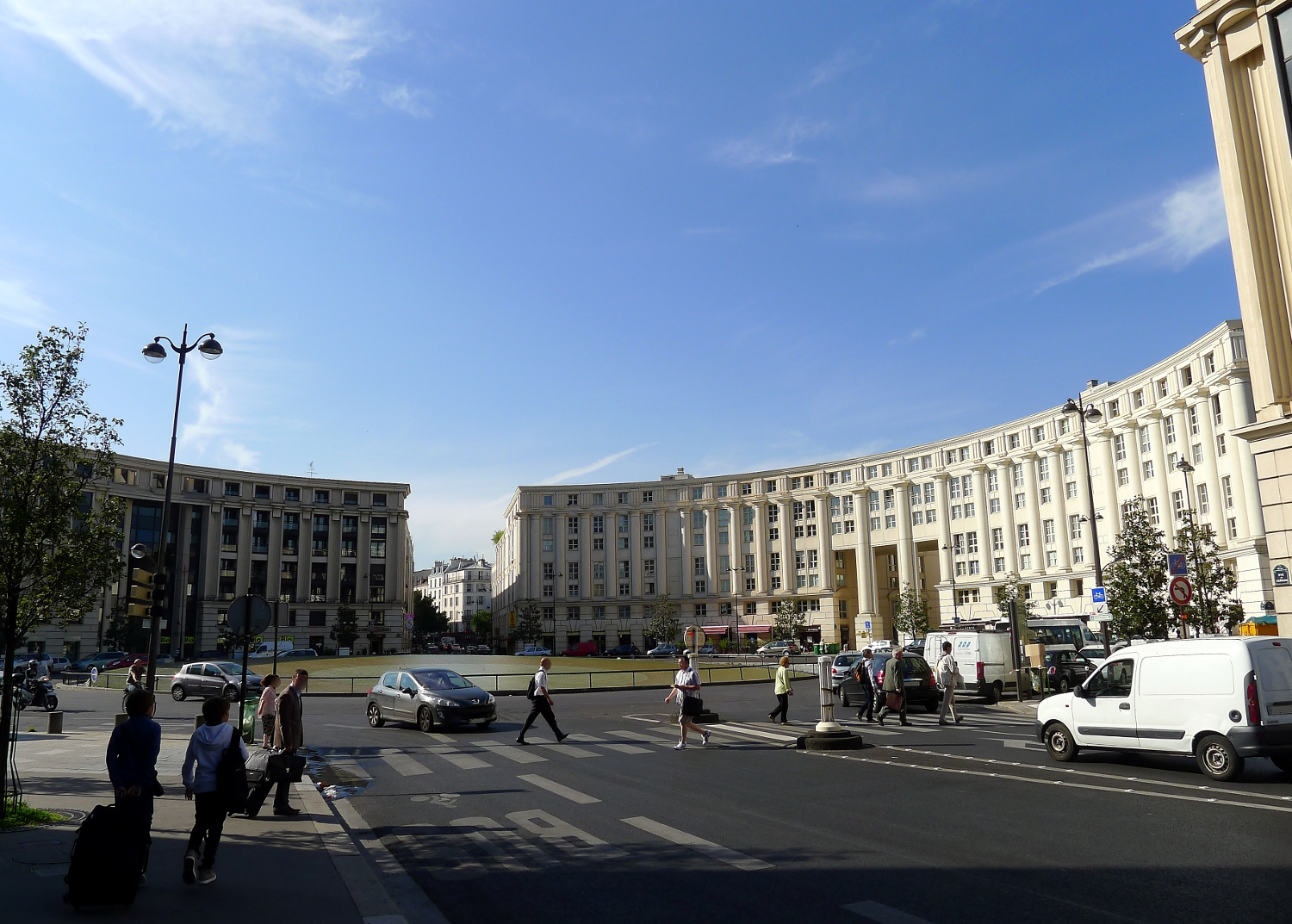
La place en 2011 avec son plan d'eau incliné.

### Fontaine Le Creuset du temps
De 1985 à 2022, la fontaine « Le Creuset du temps », œuvre du sculpteur Shamaï Haber, qui la surnomme « la fontaine à l’envers », occupe la totalité du centre de la place. La fontaine donnait l’illusion d’un écoulement de l’eau vers le bord le plus élevé de sa surface inclinée. Elle est détruite par la ville de Paris en 2022, contre l’avis des héritiers de l’artiste, afin d’aménager à la place un espace vert . En mémoire de cette œuvre et de son sculpteur, l'allée Shamaï-Haber est créée en octobre 2024 au centre de la place.

## Bâtiments remarquables
- No  10 : siège de l'Observatoire français des conjonctures économiques (OFCE) depuis 2017[11].
- No  20 : immeuble contemporain construit dans les années 1990 situé en fait à l'angle des rues Vercingétorix (no 23) et du Texel (no 1 et 3), précédemment « rue du Moulin-de-Beurre »[12]. Emplacement approximatif du « moulin de Beurre » qui figure sur le plan de Roussel levé en 1730[13].

## Galerie

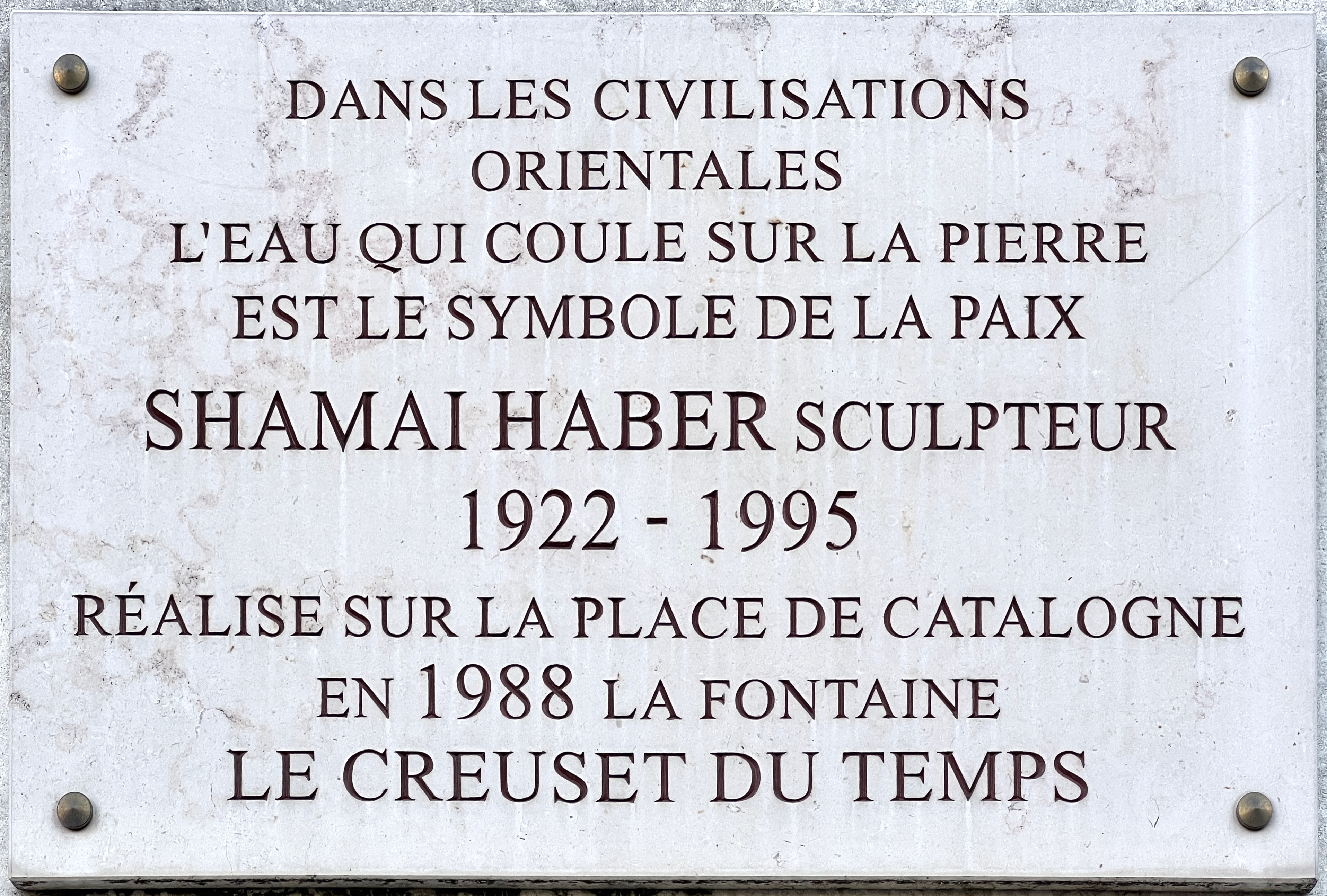
Plaque signalant la fontaine Le Creuset du Temps (1985-2022), place de Catalogne.
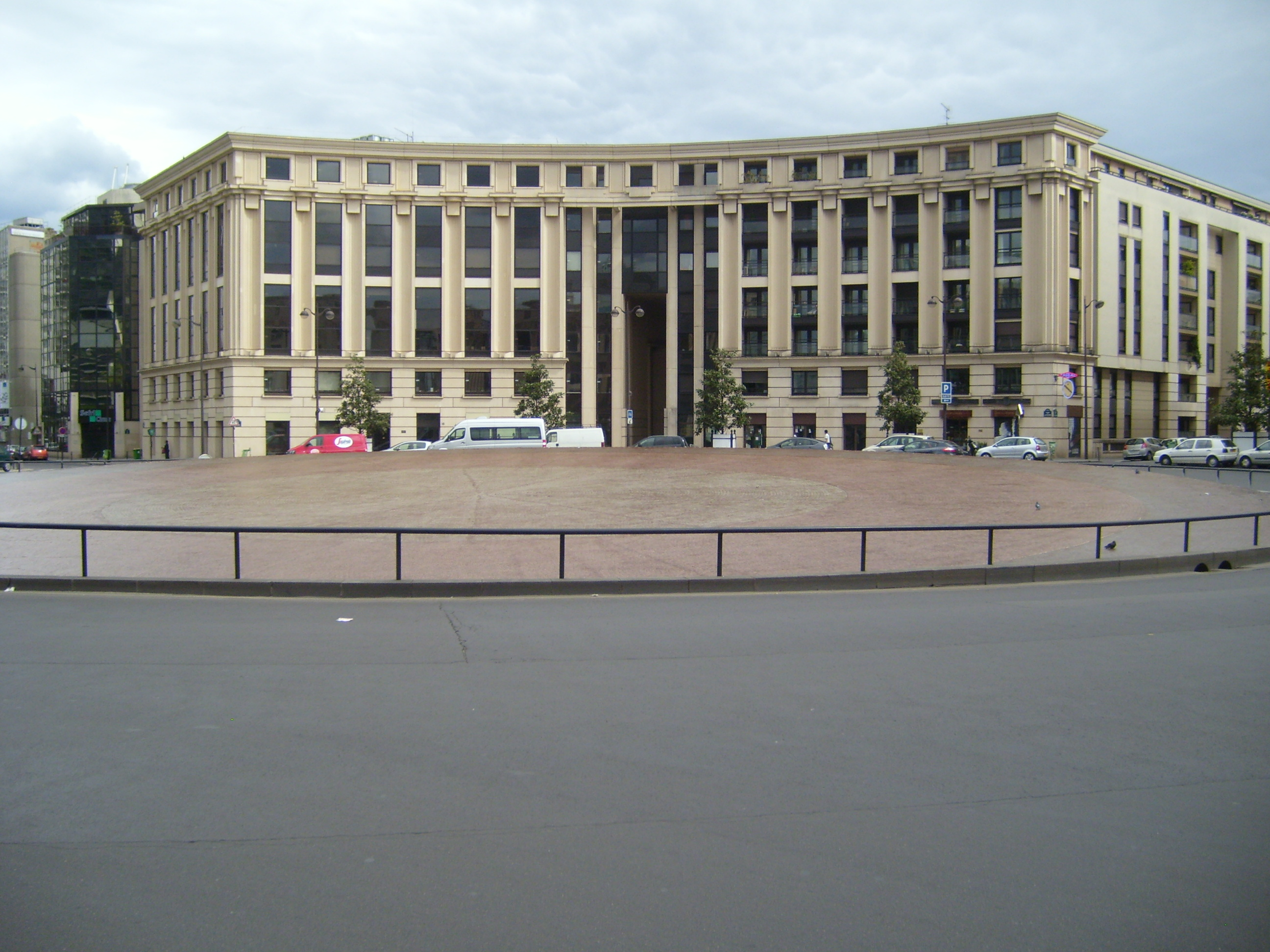
Place de Catalogne en 2010, fontaine Le Creuset du Temps.
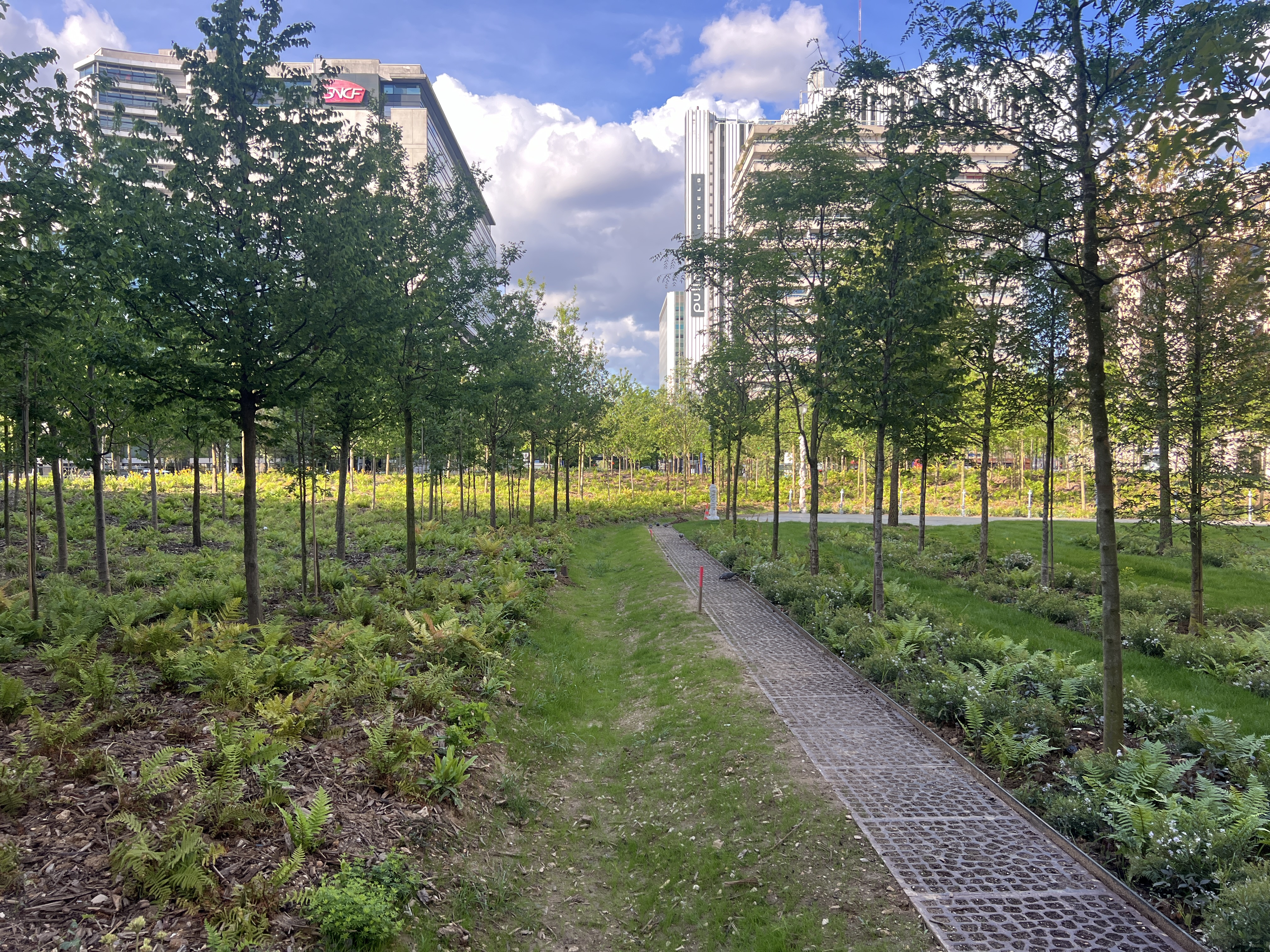
Forêt urbaine de la place de Catalogne en 2024.